# Palais des Assurances générales (Milan)
Le palais des Assurances générales (en italien : palazzo delle Assicurazioni Generali) est un bâtiment éclectique de la ville de Milan en Italie.

## Histoire
Le bâtiment fut conçu par l'architecte italien Luca Beltrami pour abriter le siège milanais de la société d'assurance Assicurazioni Generali Venezia. Les travaux de construction, commencés en 1897, furent achevés en 1901.

## Description
Le palais se situe dans la piazza Cordusio (it), dont il est le point focal, dans le centre-ville de Milan.
Le palais présente un style éclectique connu en Italie sous le nom de style humbertien, très populaire dans la péninsule à la fin du XIXe siècle. Il est caractérisé par une façade concave qui abrite une grande niche y qui est surmontée par une cupule octogonale qui termine avec un petit phare.